# That's Entertainment (chanson de Jam)
Pour les articles homonymes, voir That's Entertainment.
Singles de Jam
Start!
(1980) Funeral Pyre
(1981)
Clip vidéo
[vidéo] « That's Entertainment », sur YouTube
That's Entertainment est une chanson du groupe de punk rock britannique The Jam de leur cinquième album studio Sound Affects, sorti (au Royaume-Uni) le 28 novembre 1980.
En Europe, la chanson est sortie en single plusieurs fois.
Le single de 1981 a atteint la 21e place au Royaume-Uni, le single de 1983 la 60e place et le single de 1991 la 57e place.
Aux États-Unis, la chanson n'est pas sortie en single.
En 2004, le magazine rock américain Rolling Stone a classé cette chanson, dans la version originale du Jam, 306e sur sa liste des « 500 plus grandes chansons de tous les temps ». (En 2010, le magazine a mis à jour sa liste, maintenant la chanson est 313e.)

## Composition
La chanson a été écrite par Paul Weller. L'enregistrement de Jam a été produit par Vic Coppersmith-Heaven et The Jam.

## Classements
| Classement (1981)       | Meilleure position |
| ----------------------- | ------------------ |
| Nouvelle-Zélande (RMNZ) | 34                 |